# Седьмой свиток
«Седьмой свиток» — роман южноафриканского писателя Уилбура Смита, изданный в 1995 году. В нём рассказывается история о поиске сокровищ фараона-изгнанника Мамоса девушкой-археологом Роян и её другом Николасом Квентоном-Харпером. Роман входит в серию так называемых «египетских романов» Уилбура Смита.

## Сюжет
Девушка Ройан вместе со своим мужем археологом Дурайдом Аль-Симмой во время раскопок в Египте находят несколько зашифрованных свитков, которые могут указать дорогу к местонахождению гробницы фараона-изгнанника Мамоса. На виллу, где Роян и Дурайд занимались расшифровкой свитков совершают нападение неизвестные, похищают свитки, убивают Дурайда и скрываются. Однако героям не удаётся расшифровать последний седьмой свиток. Выжившая Роян по последней просьбе умершего мужа пытается найти его друга и спонсора — миллионера Николаса Квентона-Харпера. Несколько раз девушку пытаются убить, но в конце концов она улетает в Англию, где находит Николаса и уговаривает его помочь ей в поисках.
Следуя подсказкам, найденных в свитках, герои летят в Эфиопию, где должна находится гробница. Во время путешествия между Николасом и Роян происходит близость. Попутно героев преследую агенты группы «Пегас», которую возглавляет австрийский коллекционер фон Шиллер, одержимый идеей поисков гробницы. Именно «Пегас» стоит за покушением на жизнь Роян и убийством Дурайда. Однако Шиллеру не удалось расшифровать седьмой свиток, поэтому с помощью своих помощников, Джека Хелма и полковника Ного он «отдаёт» свиток Роян, дабы с её помощью найти гробницу. Особенностью романа является тот факт, что героям первоначально не удаётся добраться до сокровищ, поэтому они вынуждены вернуться в Англию, где Роян используя последний седьмой свиток всё-таки удаётся расшифровать и установить точное место захоронение Мамоса. С помощью старого друга Николаса Мек Ниммура, герои тайно летят в Эфиопию. Воспользовавшись помощью местного рыбака, Николас и Роян разгадывают загадки и добираются до гробницы, но не успевают спасти все сокровища, однако попутно побеждают преследователей. В конце книги герои готовятся к новой экспедиции.

## Персонажи
- Роян Аль-Симма — главная героиня романа. Жена археолога Дурайда Аль-Симмы, в будущем — любовница Николаса. На протяжении романа пытается найти гробницу фараона Мамоса и скрыться от агентов группы «Пегас».
- Николас Квентон-Харпер — миллионер, друг Дурайда и любовник Роян. Помогает девушке в поисках гробницы.
- Дурайд Аль-Симма — археолог, муж Роян. Погибает в начале романа, когда занимался расшифровкой свитков.
- Мек Ниммур — эфиоп, друг Николаса. Помог героям проникнуть в страну.

Группа «Пегас»:
- герр фон Шиллер — австрийский коллекционер, главный злодей романа. С помощью своей группы «Пегас» пытается помешать главным героям добраться до гробницы.
- Джек Хелм — член группы «Пегас».
- Полковник Ного — член группы «Пегас»
- Брусилов — верный помощник Шиллера. В романе изображён как жестокий человек, который любыми методами готов выведать нужную ему информацию.

## Продолжение
У данного романа есть продолжение: «Чародей», «Миссия», «Божество пустыни» и «Фараон».